# Fenghuangopterus
Fenghuangopterus is een geslacht van uitgestorven pterosauriërs behorend tot de groep van de Breviquartossa, dat tijdens het Midden-Jura leefde in het gebied van het huidige China. De enige benoemde soort is Fenghuangopterus lii.

## Naamgeving en vondst
De typesoort Fenghuangopterus lii is in 2010 beschreven en benoemd door Lü Junchang, Fucha Xiaohui en Chen Jinmei. De geslachtsnaam verbindt een verwijzing naar de berg Fenghuang, een boeddhistisch pelgrimsoord in de regio van de vondst, met een gelatiniseerd Klassiek Grieks pteron, 'vleugel'. De soortaanduiding eert de verzamelaar Li Xiumei die het specimen ter beschikking van de wetenschap stelde.
Het holotype, CYGB-0037, is gevonden bij Linglengia in de provincie Liaoning in lagen uit de Tiaojishanformatie, Bathonien-Kimmeridgien, 165-153 miljoen jaar oud. Het bestaat uit een gedeeltelijk, grotendeels in verband liggend, skelet met schedel en onderkaken, dat sterk is platgedrukt. De uiteinden van staart en vleugels ontbreken.

## Beschrijving
De schedel, met een lengte van 76,3 millimeter, is slecht geconserveerd en vooral het schedeldak is zwaar beschadigd. Het fossiel toont een vrij brede kop met een stompe snuitpunt; deze lijkt ook vrij plat maar dat kan het gevolg zijn van vervorming. Het quadratum helt vrij sterk naar achteren. Naast de kop liggen enkele losse tanden. In de bovenkaak zijn nog vijf tanden aanwezig; de tandkassen wijzen op een totaal van elf tanden die rechtop staan, een maximale lengte van negen millimeter bereiken, kegelvormig zijn met een scherpe punt en iets naar achteren buigen. De tanden zijn vrij ver uit elkaar geplaatst; de vierde tot en met zevende tand staan wat dichter bijeen. De laatste tand staat ver van de voorlaatste verwijderd, ter hoogte van de achterrand van een vrij groot, 12,3 millimeter lang, fenestra antorbitalis, een schedelopening.
De vergroeiing van de onderkaken vooraan, de symfysis, is kort en verbreed. De onderkaak is vrij hoog. Het os retroarticulare is kort. Het aantal tanden in de onderkaak is onbekend.
De minstens zeven halswervels zijn tamelijk kort — maar met 8,5 centimeter samen toch langer dan de kop — en bijna gelijk in grootte; de vierde is met elf millimeter het langst en acht millimeter breed. Ze dragen lange dunne nekribben. De romp is tien centimeter lang. De dertien ruggenwervels zijn kleiner, ongeveer een centimeter lang en vier millimeter breed, met dunne ribben. Drie sacrale wervels zijn bewaard gebleven en ook de staartbasis. Nog net is te zien dat de verdere staartwervels verstijfd waren door verlengde werveluitsteeksels, een typisch kenmerk van meer basale pterosauriërs.
Er is een waaiervormig borstbeen met een diepte van drie ruggenwervels en een holle achterrand. Het heeft twee openingen aan de zijkant. Het schouderblad en ravenbeksbeen zijn vergroeid, een teken dat het exemplaar volwassen was. Het rechte ravenbeksbeen, bovenaan voorzien van een opvallende verbreding, is met vijf tegenover vier centimeter langer dan het slanke en gekromde schouderblad. De schacht van het 63 millimeter lange opperarmbeen is recht, zonder versmalling bij de kop, en heeft een lange rechthoekige deltopectorale kam. Er is geen pneumatisch foramen in aangetroffen. De verdere vleugelbeenderen zijn slechts fragmentarisch bekend. De ellepijp en het spaakbeen hebben dezelfde diameter van een halve centimeter en een lengte van 8,5 centimeter. Het vierde middenhandsbeen heeft met 3,5 centimeter 55% van de lengte van het opperarmbeen. Het eerste kootje van de vleugelvinger is langer dan het tweede: 125 tegen 75 millimeter. De vleugelspanwijdte moet ongeveer een meter hebben bedragen
Het bekken is zwaar beschadigd. Het dijbeen heeft 57% van de lengte van het scheenbeen dat precies tien centimeter lang is.

## Fylogenie
De beschrijvers hebben geen exacte kladistische analyse uitgevoerd. Op grond van de algemene schedelvorm, de plaatsing van de tanden en de gaten in het borstbeen wezen ze Fenghuangopterus binnen de Rhamphorhynchidae toe aan de Scaphognathinae. Het zou dan de oudste bekende scaphognathine zijn — de andere stammen uit het eind van het Jura — en de tweede, na de Amerikaanse Harpactognathus, die buiten Europa is aangetroffen. Fenghuangopterus heeft meer tanden dan andere Scaphognathinae.

## Levenswijze
De scaphognathinen worden wel gezien als jagers op vis en kleine ongewervelden bij binnenwateren. Het fossiel is overeenkomstig gevonden in een meerafzetting.